# Křesťansko-sociální strana v Čechách
Křesťansko-sociální strana v Čechách byla česká politická strana na území Čech za Rakouska-Uherska založená koncem 19. století, která reprezentovala katolický politický tábor, respektive jeho levicové, křesťanskosociální křídlo.

## Dějiny a ideologie
Šlo o jednu z prvních politických formací etnicky českého katolicismu v Čechách. V 2. polovině 19. století se začala v Čechách rozvíjet síť spolků křesťanských dělníků. Vývoj od spolků směrem k organizované straně pak urychlila encyklika papeže Lva XIII. Rerum novarum z roku 1891. Mezi prvními iniciátory vzniku nové strany byla skupina aktivistů, jíž tvořili Tomáš Škrdle, Rudolf Horský a bývalý sociální demokrat Tomáš Josef Jiroušek okolo družstva Vlast v Praze. V roce 1894 organizovali 1. sjezd katolického dělnictva českoslovanského z Čech, Moravy, Slezska a Dolních Rakous v Litomyšli. Na sjezdu došlo k ustavení Křesťansko-sociální strany v Čechách. Fakticky ale založení strany proběhlo až na sjezdu v Praze v roce 1898. Stranu řídil osmičlenný výbor v čele s Rudolfem Horským.
Strana využívala síť katolických lokálních spolků. Jejím spojencem na Moravě byla Moravsko-slezská křesťansko-sociální strana na Moravě. Na rozdíl od ní se ale nemohla vykázat tak velkými volebními úspěchy. Křesťanští sociálové v Čech odmítli v této době vstup do nové Národní strany katolické v království Českém, jež se pak zformovala jako reprezentantka pravicového křídla katolického tábora. Katolický tábor v Čechách tak v této době byl rozdělen a oslaben.
V roce 1899 se od ní odštěpila Křesťansko-sociální strana lidová, jako subjekt reprezentující levicové křídlo mladých politiků okolo Václava Myslivce. Později v roce 1906 se obě strany dočasně spojily do Strany katolického lidu (do ní přistoupila i Národní strana katolická v království Českém).